# 希腊乘法表
希腊乘法表 古希腊的数字系统没有进位制，因此古希腊的乘法表庞大无比，还不完备。一份在埃及发现的古希腊2世纪-3世纪乘法表，第一行是ε ς λ （Epsilon, Sigma, Lambda）， 表示5乘6，得30，第二行ε ζ λε （Epsilon, Zeta, Lambda-Epsilon），表示5乘7得35……，这一部分到5乘10=50，接着是：
- 6乘1，6乘2……6乘10；
- 7乘1，7乘2……7乘10；
- 8乘1，8乘2……8乘10；
- 9乘1，9乘2……9乘10；
- 10乘1，10乘2……10乘10；
- 20乘1，20乘2……20乘10；
- 30乘1，30乘2……30乘10；
- 40乘1，40乘2……40乘10；
- 50乘1，50乘2……60乘10；
- 60乘1，60乘2……60乘10；
- 70乘1，70乘2……70乘10；
- 80乘1，80乘2……80乘10；
- 90乘1，90乘2……90乘10；
- 100乘1，100乘2……100乘10；
- 200乘1，200乘2……200乘10；
- 300乘1，300乘2……300乘10；
- 400乘1，400乘2……400乘10；
- 500乘1，500乘2……500乘10；
- 600乘1，600乘2……700乘10；
- 700乘1，700乘2……700乘10；
- 800乘1，800乘2……800乘10；
- 900乘1，900乘2……900乘10；
- 1000乘1，1000乘2……1000乘10；
- 2000乘1，2000乘2……2000乘10；
- 10000乘1，10000乘2……10000乘4；